# チョレジャーナ
チョレジャーナ（チョリジャーナ、Chorrillana）は、塩味のフライドポテトの上に、さまざまな種類のスライスした肉やソーセージ、さらに一般的にはスクランブルエッグあるいは目玉焼き、炒めタマネギなどの具材をのせたチリの料理である。この料理は、バーやパブなどで提供されることの多い、いわゆる「コンフォート・フード」に分類される。
その分量の多さから、通常は複数人で取り分ける形式で供される。チョレジャーナには多様なレシピが存在しており、提供する店舗や料理人によって具材が異なるが、牛肉とフライドポテトの組み合わせが基本となっている。伝統的なレシピでは、スクランブルエッグ、炒めタマネギ、スライスした牛肉を用いる。一部のレシピでは、刻んだホットドッグソーセージ、チョリソ、トマト、およびニンニクやオレガノなどの調味料が加えられることもある。
「チョレジャーナ」という名称は、ペルーのリマ近郊の海辺のリゾート地チョリージョス地区に由来する甘味のあるソースに関連しており、それを元にチリ人が考案したとされる。
この料理は、カナダ・ケベック州の料理であるプーティンや、ラテンアメリカ諸国に見られるサルチパパと類似している。

## 類似項目
- チリ料理
- フライドポテト